# إلفانغن
إلفانغن هي مدينة وبلدة ألمانية تقع في ألمانيا في بادن-فورتمبيرغ. تقع على بعد حوالي 17 كيلومترًا (11 ميلًا) شمال آلن. يقدر عدد سكانها بـ 25,078 نسمة .

## المدن التوأمة
مدن لانجر وأبياتغراسو هي مدن توأمة لـالوانغان.

## أعلام
- جان زاك
- ألبيان موزاكي
- فلوريان ليتشنر
- جوسيف لوتز
- فولفغانغ بنز
- ويلهلم جوردن